# Claudine (film)
Pour l’article homonyme, voir Claudine.
Pour plus de détails, voir Fiche technique et Distribution.
Claudine est un film américain réalisé par John Berry et sorti en 1974. L'histoire se déroule dans les années 1970, dans le quartier de Harlem à New York. Roop, un éboueur, se sent intimidé à l'idée de fréquenter Claudine, une assistée sociale et mère célibataire de six enfants.
Le film aborde des thèmes sociaux poignants tels que la pauvreté, la parentalité et les défis auxquels sont confrontées les familles monoparentales. La performance remarquable de Diahann Carroll, qui incarne Claudine, lui a valu une nomination à l'Oscar de la meilleure actrice lors de la 47e cérémonie des Oscars.
La distribution du film comprend également James Earl Jones dans le rôle de Roop, Lawrence Hilton-Jacobs dans le rôle de Charles, Tamu Blackwell dans le rôle de Charlene, et d'autres acteurs talentueux. La bande originale du film a été composée par Curtis Mayfield, ajoutant une dimension musicale distinctive à l'ensemble.
"Claudine" est salué pour son traitement réaliste des enjeux sociaux de l'époque et pour la représentation positive d'une femme afro-américaine forte et indépendante. La réalisation de John Berry et le scénario de Lester Pine et Tina Pine contribuent à faire de ce film une œuvre mémorable du cinéma américain des années 1970. En résumé, "Claudine" est une comédie dramatique captivante qui offre une réflexion perspicace sur la vie urbaine et les défis auxquels sont confrontées les familles défavorisées.

## Synopsis
Dans les années 1970, dans le quartier newyorkais de Harlem, un éboueur nommé Roop se sent intimidé à l'idée de sortir avec Claudine, une assistée sociale et mère célibataire de six enfants.

## Fiche technique
- Titre : Claudine
- Réalisation : John Berry
- Scénario : Lester Pine et Tina Pine
- Production : J. Lloyd Grant et Hannah Weinstein
- Musique : Curtis Mayfield
- Photographie : Gayne Rescher
- Montage : Louis San Andres
- Pays d'origine : États-Unis
- Format : Couleurs - 1,85:1 - Mono
- Genre : Comédie dramatique
- Durée : 92 minutes
- Date de sortie : 1974

## Distribution
- Diahann Carroll : Claudine
- James Earl Jones : Roop
- Lawrence Hilton-Jacobs : Charles
- Tamu Blackwell : Charlene
- David Krüger : Paul
- Roxie Roker : Mme Winston
- Adam Wade : Owen
- Eric Jones : Francis
- Yvette Curtis : Patrice Price
- Socorro Stephens : Lurlene
- Art Evans : le jeune frère (non crédité)

## Distinction
- 47e cérémonie des Oscars :
  - Nommée à l'Oscar de la meilleure actrice pour Diahann Carroll